# Calce sodata

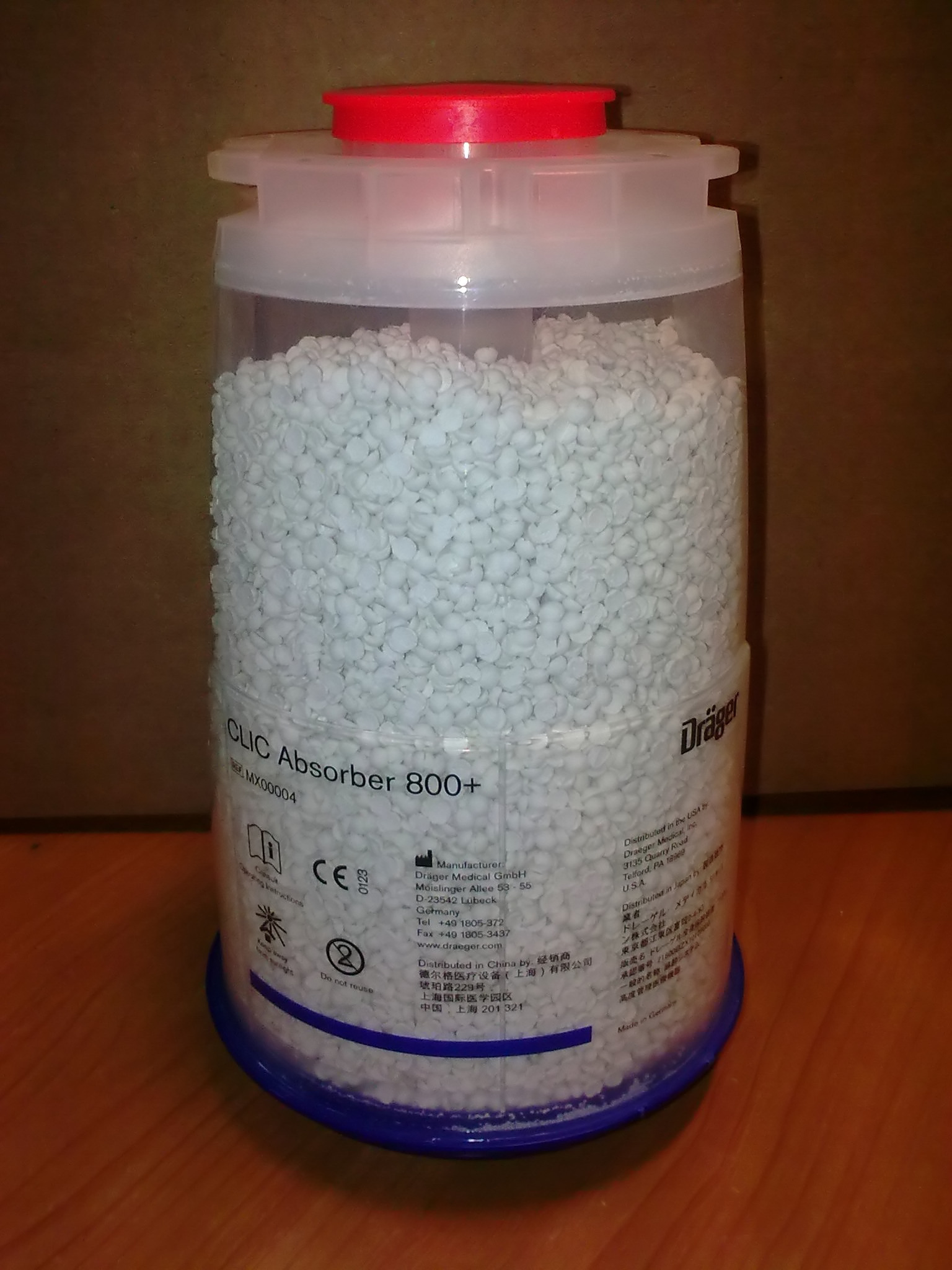
Calce sodata Dräger.

La calce sodata è una mistura di componenti chimici, usata in forma granulare per rimuovere l'anidride carbonica prodotta dalla respirazione nei ventilatori a circuito chiuso (come per l'anestesia generale, in subacquea, rebreathers e camere iperbariche), per prevenirne la ritenzione e l'avvelenamento.
| Idrossido di calcio   | 75% |
| Acqua                 | 20% |
| Idrossido di sodio    | 3%  |
| Idrossido di potassio | 1%  |